# Manfred Poschenrieder
Manfred Poschenrieder (* 31. März 1938 in Kempten; † 11. September 2023 ebenda) war ein deutscher Motorrad-Bahnrennfahrer.

## Karriere
Poschenrieder fuhr sowohl Langbahnrennen auf Grasbahnen und Sandbahnen als auch auf den kürzeren Speedwaybahnen. In den 1960er Jahren war er Deutschlands erfolgreichster Sandbahnfahrer mit drei Europameisterschaftstiteln von 1966 bis 1968 in Serie. Er startete seine Laufbahn 1953 in der Jugend- und Juniorenklasse, ehe er ab 1959 international unterwegs war. Mitte der 1960er Jahre stand er auch im Kontinentalfinale zur Speedway-WM, scheiterte einmal knapp an der Qualifikation für das Speedway-WM-Finale. Auch einen Profivertrag in der britischen Speedway-Liga hatte Poschenrieder in Aussicht, lehnte diesen jedoch aus beruflichen und zeitlichen Gründen ab. Mit der Einführung der Langbahn-Weltmeisterschaft 1971 erfuhr er sich noch zwei Vize-Weltmeisterschaften und eine WM-Bronzemedaille. Im Jahre 1976 beendete er seine aktive Karriere, blieb dem Rennsport jedoch als Mentor für Nachwuchsfahrer treu. Für seine sportlichen Leistungen wurde Poschenrieder am 1. Oktober 1971 von Bundespräsident Gustav Heinemann mit dem Silbernen Lorbeerblatt ausgezeichnet.

## Erfolge
Einzel:
- Sandbahn-Europameister 1966, 1967, 1968
- Langbahn-Vizeweltmeister 1971, 1972
- Langbahn-WM Dritter 1973